# Хайнекен (пивоварна)
„Хайнекен“ (на нидерландски: Heineken NV, МФА: [ˈɦɛi̯nəkə(n)]) е нидерландска пивоварна компания със седалище в Амстердам.
Тя е 3-та по продажби в света след Anheuser-Busch InBev и SABMiller. Компанията е основана от нидерландския предприемач Герард Адриан Хейнекен през 1864 г. Днес притежава над 125 пивоварни в повече от 70 страни по света.

## История
- 1864 г. Герард Адриан Хейнекен основава компанията в Амстердам.
- 1873 г. Сварена е първата бира с марката Heineken в Амстердам
- 1875 г. „Хайнекен“ печели златен медал на Международното изложение в Париж
- 1890 г. В завода на компанията в Амстердам е инсталирано електрическо осветление
- 1893 г. Основателят на пивоварната Герард Адриан Хайнекен умира.
- 1894 г. Джей Ди Петерсен поема компанията. По-късно той се жени за вдовицата на Герард – Мери Тиндал и става втори баща на 8-годишния Хенри Пиер Хайнекен.
- 1900 г. Бирата „Хайнекен“ е наградена със специалната награда на журито на изложение в Париж и продажбите на марковото пиво скачат на над 200 000 хектолитра годишно.
- 1901 г. Масова стачка и бойкот от страна на работниците блокира производствения процес. Шефовете се принуждават да вдигнат минималната заплата и да плащат за извънреден труд.
- 1909 г. Хенри Пиер Хайнекен навършва пълнолетие и поема ръководството на компанията. Той започва плавно да намалява цените на пивото, за да го направи достъпно за повече хора.
- 1914 г. Първата жена – телефонен оператор е назначена в компанията. Фирмата започва атака на азиатските пазари.
- 1928 г. Самолет изписва името „Хайнекен“ в небето на откриването на Олимпийските игри в Амстердам.
- 1933 г. Първата пратка бира „Хайнекен“ е експортирана в САЩ след края на сухия режим.
- 1939 г. Компанията е записана на стоковата борса.
- 1940 г. Хенри Хайнекен се оттегля от ефективното управление на компанията.
- 1942 г. Алфред Хенри Хайнекен, внук на основателя на компанията Герард Адриан Хайнекен, официално започва кариерата си като президент на фирмата.
- 1949 г. Рекламният слоган „Бирата може да пътува“, измислен от Алфред Хайнекен, слага началото на новата международна политика на компанията в глобален мащаб.
- 1963 г. Основана е фондацията „Хайнекен“, която всяка година връчва награди за постижения в биохимията и микробиологията.
- 1964 г. Представено е новото лого на компанията.
- 1967 г. В Ротердам тръгва първата автоматична поточна линия за пълнене на бутилките. Появява се и новият кег – прочутото бирено буренце на „Хайнекен“.
- 1968 г. Първите реклами на бира „Хайнекен“ се появяват по телевизията.
- 1969 г. Heineken поглъща един от своите главни конкуренти – Amstel.
- 1980 г. Започва работа първата в Европа инсталация за обратна осмоза (хиперфилтрация) във фабриката на „Хайнекен“.
- 1998 г. Отваря врати Университета „Хайнекен“. В него се обучават бъдещите кадри на компанията.
- 1999 г. „Хайнекен“ е обявена за „Марка на века“, а Алфред Хенри Хайнекен – за рекламист на столетието.
- 2001 г. Издадена е книгата „Магията на Хайнекен“

## Търговски марки
„Хайнекен“ е собственик на интернационалните марки „Хайнекен“, „Амстел“, „Мърфис“, „Еделвайс“, „Гьосер“, „Пауланер“, „Крушовице“, както и на множеството „местни“ марки, като „Акуила“, „Дрехър“, „Примус“, „Кайзер“, „Питон“, „Тайгър“ и др.
„Хайнекен“, „Амстел“ и „Мърфи“ са основните 3 марки на нидерландската компания. Светлата бира „Хайнекен“ се продава в 170 държави, „Амстел“ – в 80, а тъмната „Мърфис“ – в 65 държави по света.

## Хайнекен в България
„Хайнекен“ е собственик на пивоварната „Загорка“ АД в Стара Загора, която произвежда марките „Ариана“, „Загорка“ и „Столично“.